# Ambulyx canescens
Ambulyx canescens är en fjärilsart som beskrevs av Walker 1864. Ambulyx canescens ingår i släktet Ambulyx och familjen svärmare. Inga underarter finns listade i Catalogue of Life.

## Beskrivning

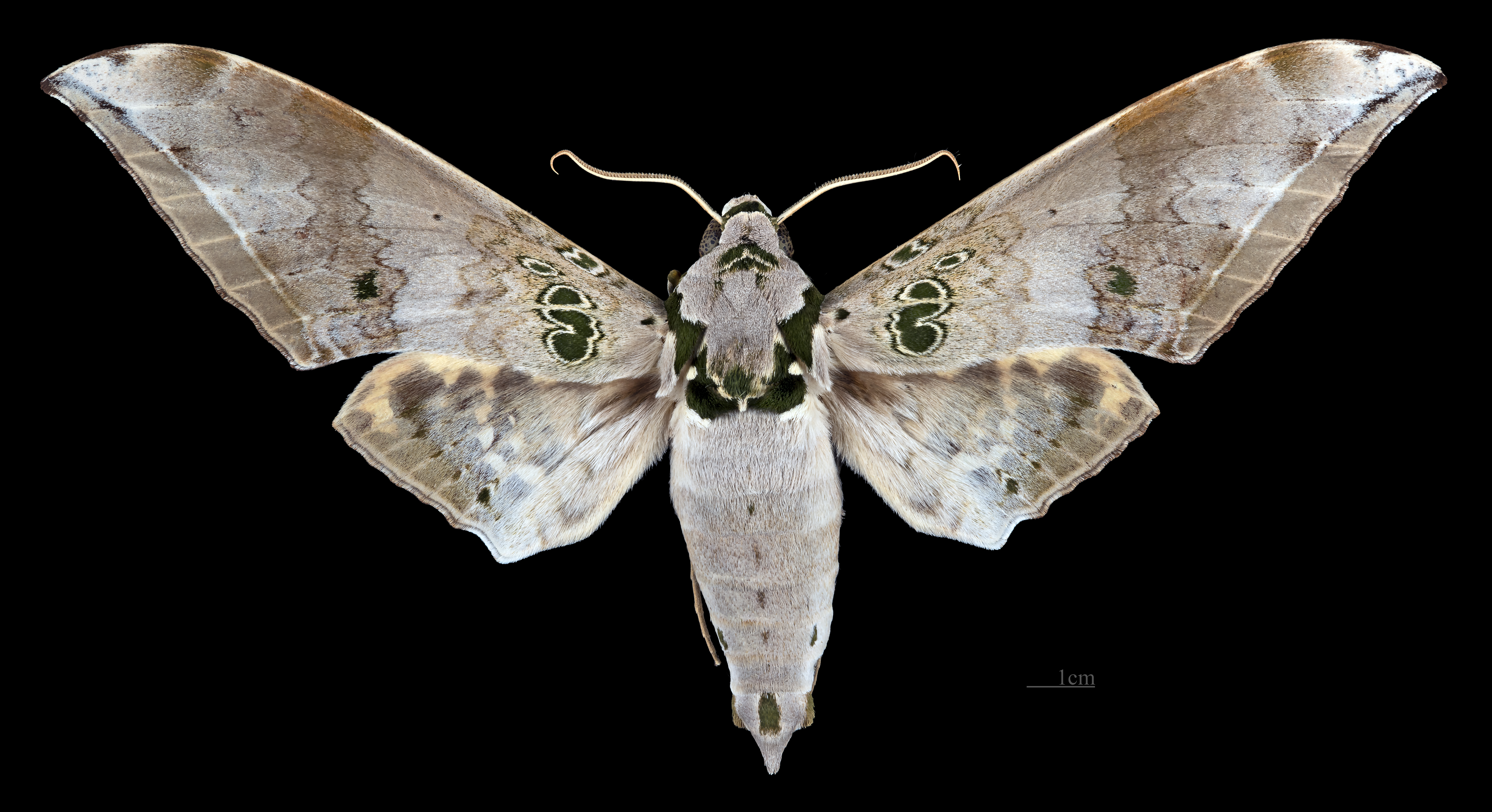
Ambulyx canescens ♂
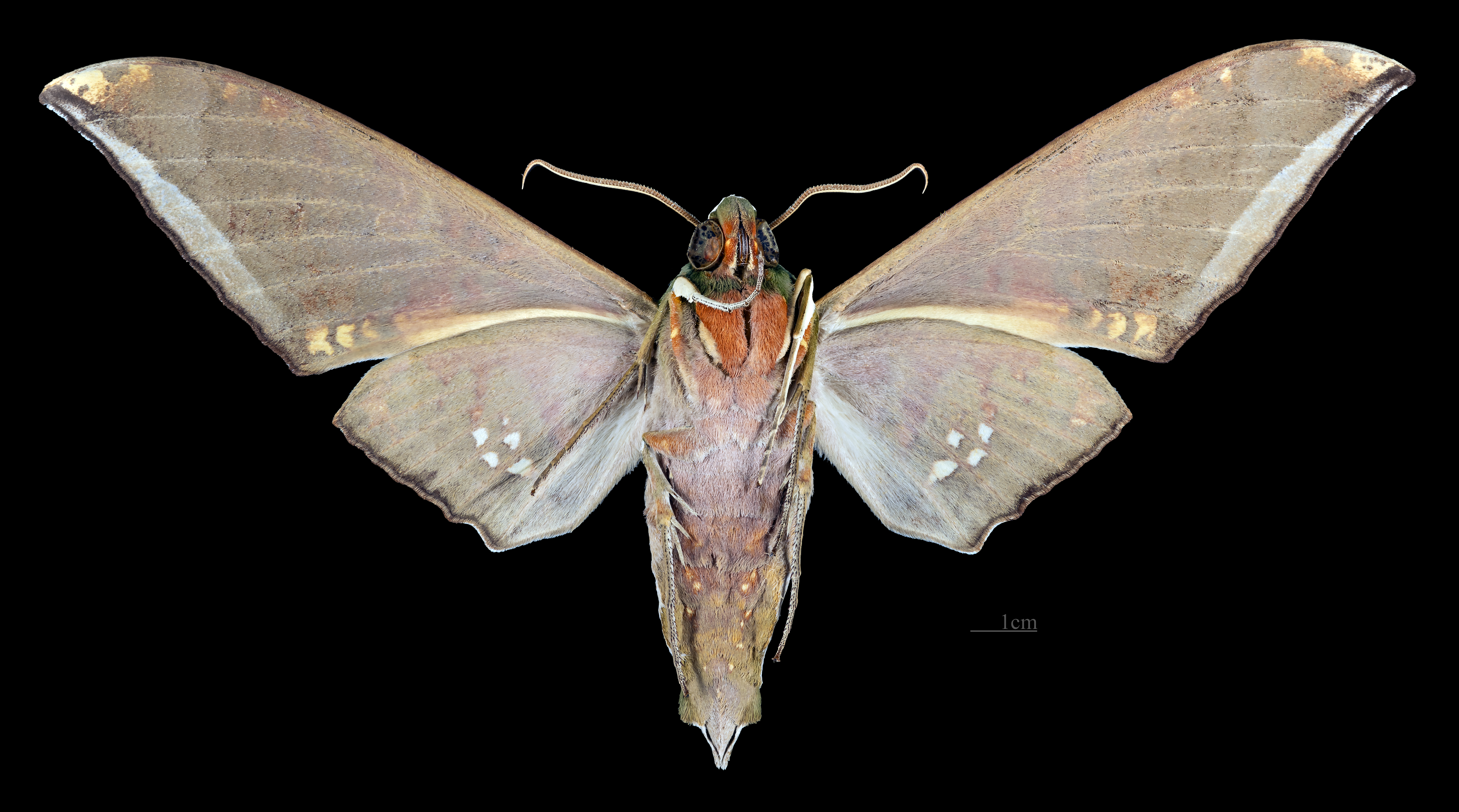
Ambulyx canescens ♂   △
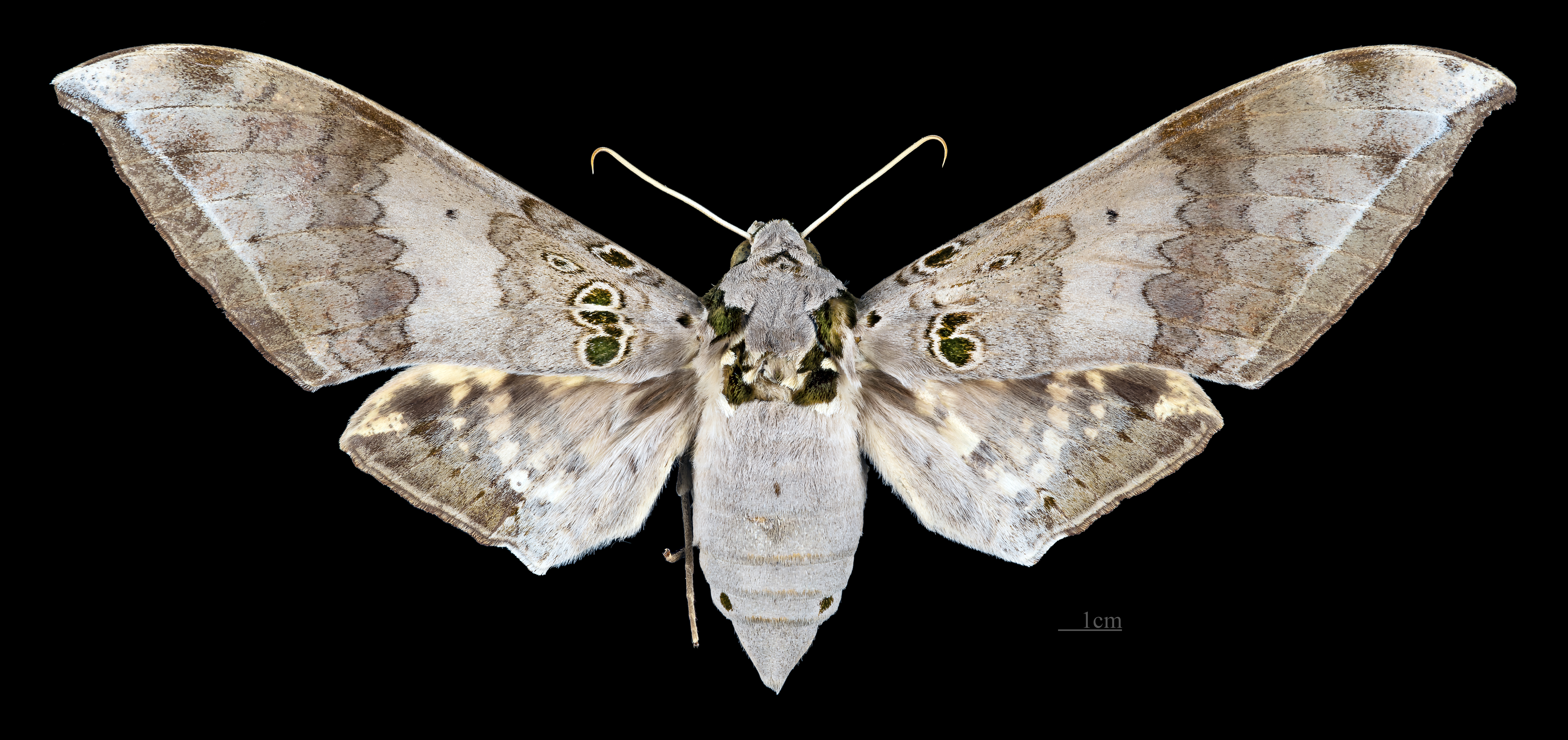
Ambulyx canescens ♀
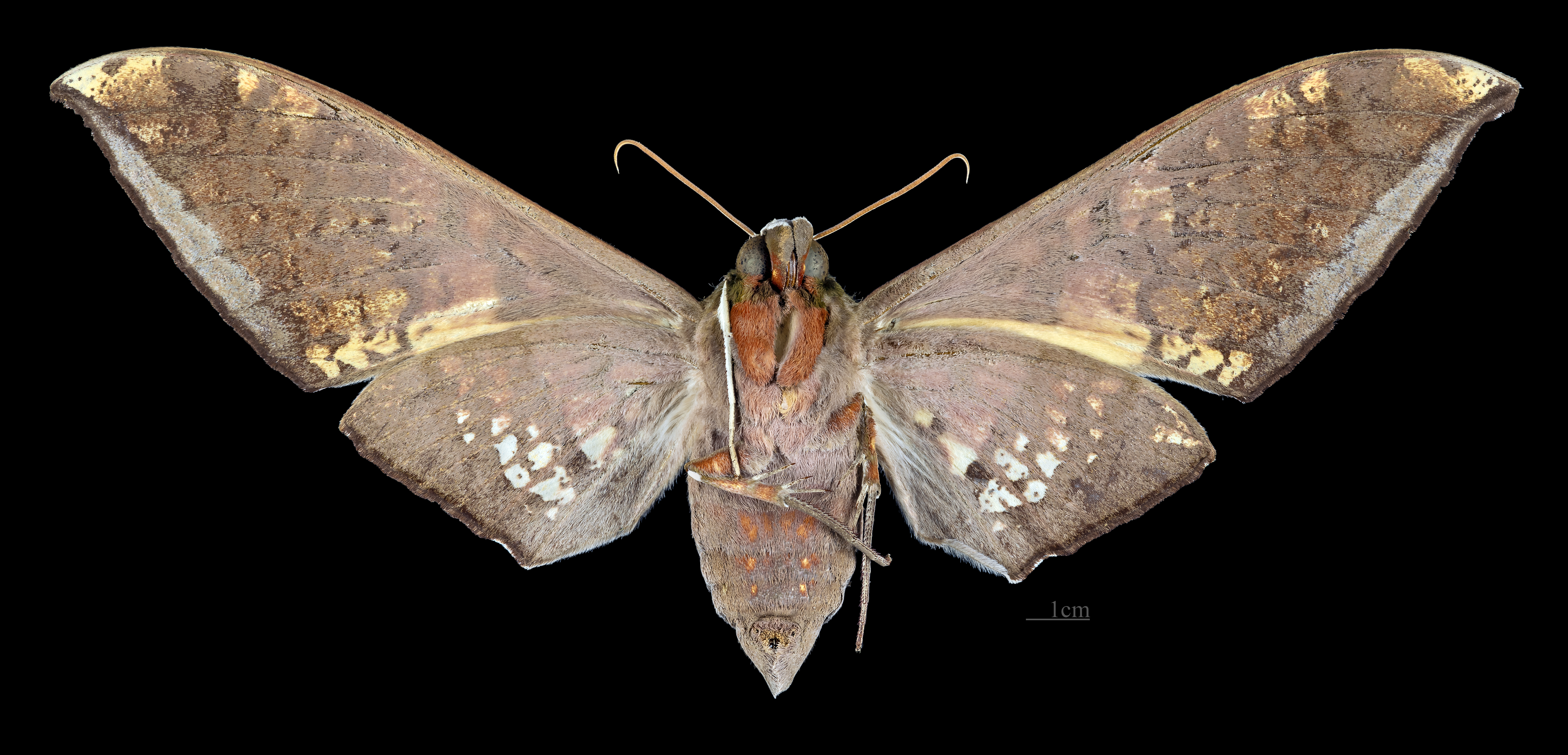
Ambulyx canescens ♀ △

## Förteckning över underarter
- Ambulyx canescens canescens
- Ambulyx canescens flava  (Clark, 1924) [3]
- Ambulyx canescens flavocelebensis

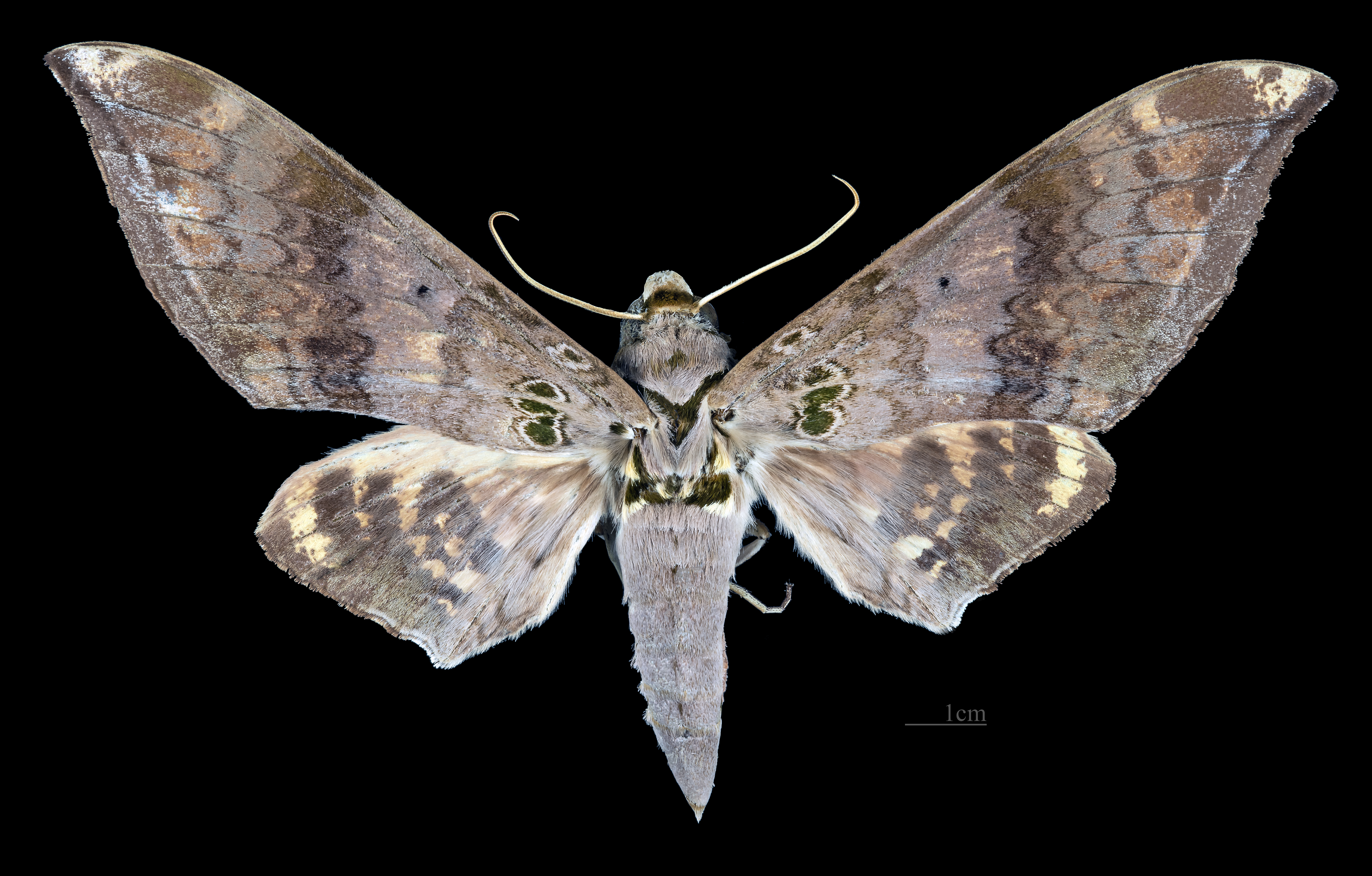
Ambulyx canescens flava ♂
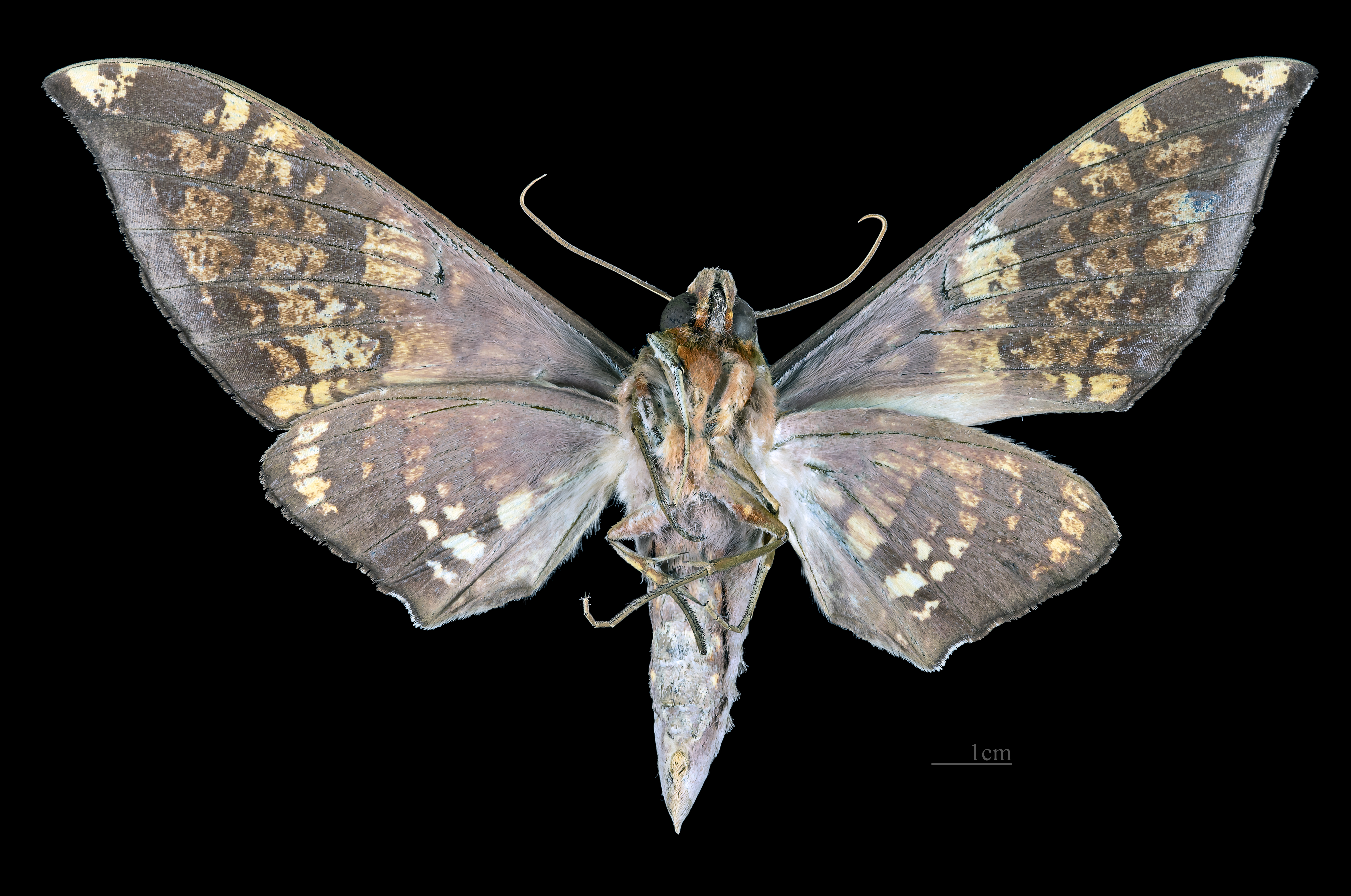
Ambulyx canescens flava  ♂  △